# ジャック・ホワイトホール
ジャック・ホワイトホール（Jack Peter Benedict Whitehall、1988年7月7日 - ）は、イングランドの俳優、コメディアン。

## 来歴・人物
ロンドン・メリルボーン出身。父親はテレビプロデューサー、母親は女優。マンチェスター大学を2年で中退。
スタンダップ・コメディアンとして活動する一方、俳優としても活動、2019年のテレビドラマ『グッド・オーメンズ』でニュートン・パルシファー役を演じて注目された。2020年の映画『ジャングル・クルーズ』ではエミリー・ブラント演じる女性博士リリーの弟マクレガーを演じている。
2011年から2017年まで、テレビドラマ『フレッシュ・ミート』で共演したジェンマ・チャンと交際していた。

## 主な出演作品
| 公開年    | 邦題 原題                                                              | 役名                       | 備考                                      | 吹き替え |
| --------- | ---------------------------------------------------------------------- | -------------------------- | ----------------------------------------- | -------- |
| 2011-2016 | フレッシュ・ミート Fresh Meat                                          | J.P.                       | テレビドラマ、30エピソード                |          |
| 2013      | アナと雪の女王 Frozen                                                  |                            | アニメ映画、声の出演 （出演シーンカット） |          |
| 2015-2016 | サンダーバード ARE GO Thunderbirds Are Go!                             | フランソワ・ルメール       | テレビアニメ、声の出演、3エピソード       | 青山穣   |
| 2016      | マザーズ・デイ Mother's Day                                            | ザック                     |                                           |          |
| 2018      | くるみ割り人形と秘密の王国 The Nutcracker and the Four Realms          | ハーレクイン               |                                           | 岩崎正寛 |
| 2019      | ロイヤルコーギー レックスの大冒険 The Queen's Corgi                    | レックス                   | アニメ映画、声の出演                      | 中村悠一 |
| 2019      | グッド・オーメンズ Good Omens                                          | ニュートン・パルシファー   | テレビドラマ、5エピソード                 | 平川大輔 |
| 2020      | ジャングル・クルーズ Jungle Cruise                                     | マクレガー・ホートン       | [ 9 ] [ 10 ]                              | 斉藤慎二 |
| 2021      | でっかくなっちゃった赤い子犬 僕はクリフォード Clifford the Big Red Dog | ケイシー・ハワードおじさん | ポストプロダクション                      | 金丸淳一 |